# Sentenserna
Sentenser eller Sentenserna (latin Libri quatuor sententiarum, "Fyra sentensböcker", vanligen benämnd Sententiæ) är medeltidsfilosofen Petrus Lombardus främsta verk. Det är en omfattande teologisk sammanställning, avfattad omkring år 1150.

## Beskrivning
Föregångare till Sentenserna var glossor, förklaringar eller tolkningar av en text, till exempel Bibeln eller Corpus juris civilis. De tidigare glossorna var dock inte sammanhängande; de skrevs in mellan bibelraderna eller i marginalen. Petrus Lombardus samlade däremot texter från olika källor, bland annat Bibeln, Augustinus och andra kyrkofäder, och sammanställde dessa till en sammanhängande helhet. I Pierre Abélards Sic et non fann Petrus inspiration i hur han skulle överbrygga de doktrinella skillnaderna bland kyrkofäderna.
Sentenserna är en antologi över bibliska texter med relevanta utdrag från kyrkofäderna och teologer från tidig medeltid och täcker hela den kristna teologin. Petrus Lombardus genialitet består i urvalet och sammanlänkningen av texter, systematiken i framställningen och att han i sitt urval låter skilda synsätt komma till tals. Petrus börjar första boken med Treenigheten, övergår till skapelsen i bok två, behandlar Kristus, frälsaren i den förfallna skapelsen, i bok tre, för att slutligen utreda sakramenten, Kristi nådegåvor, i fjärde boken.